# Werk Tenna

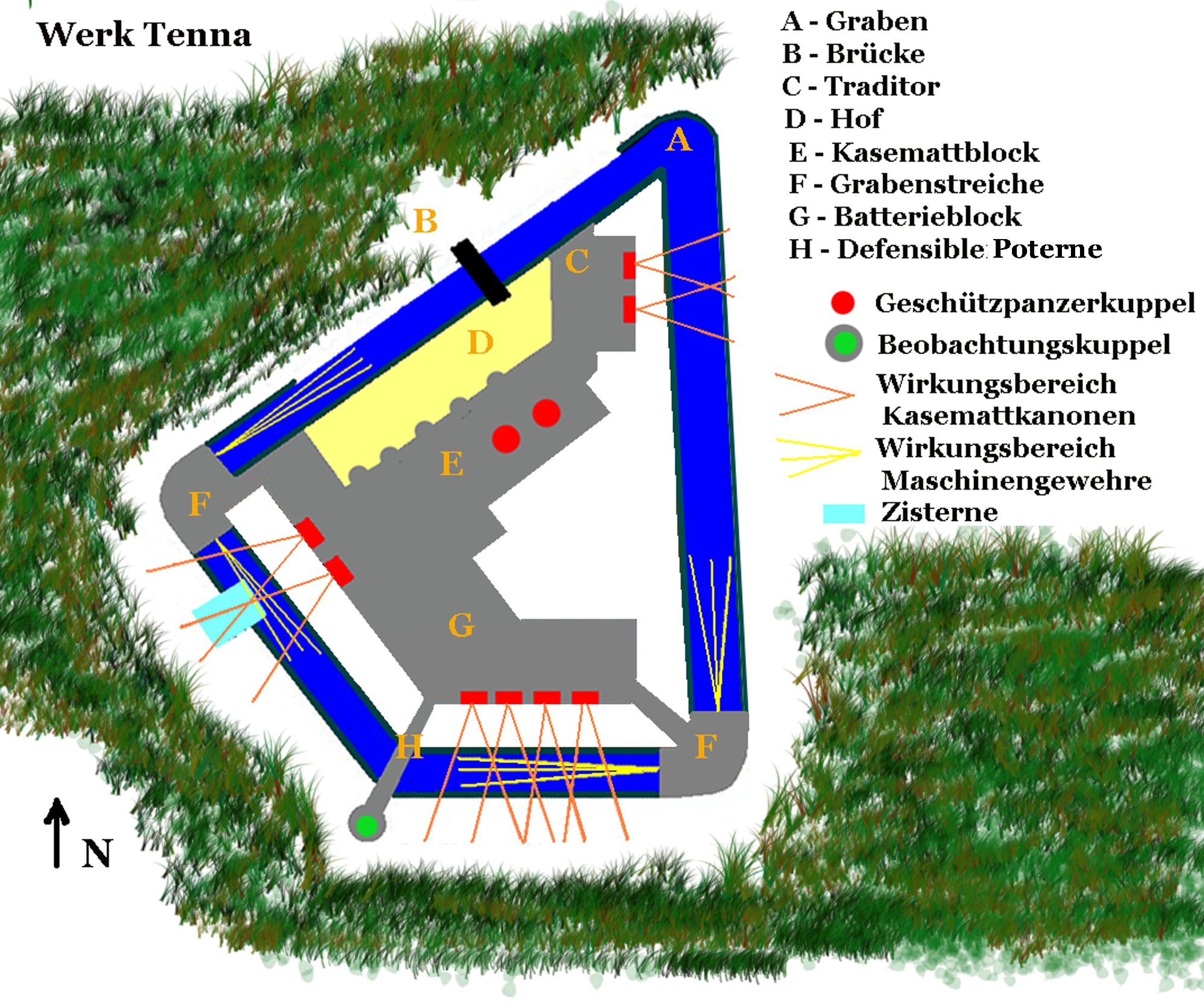
Plan von Werk Tenna

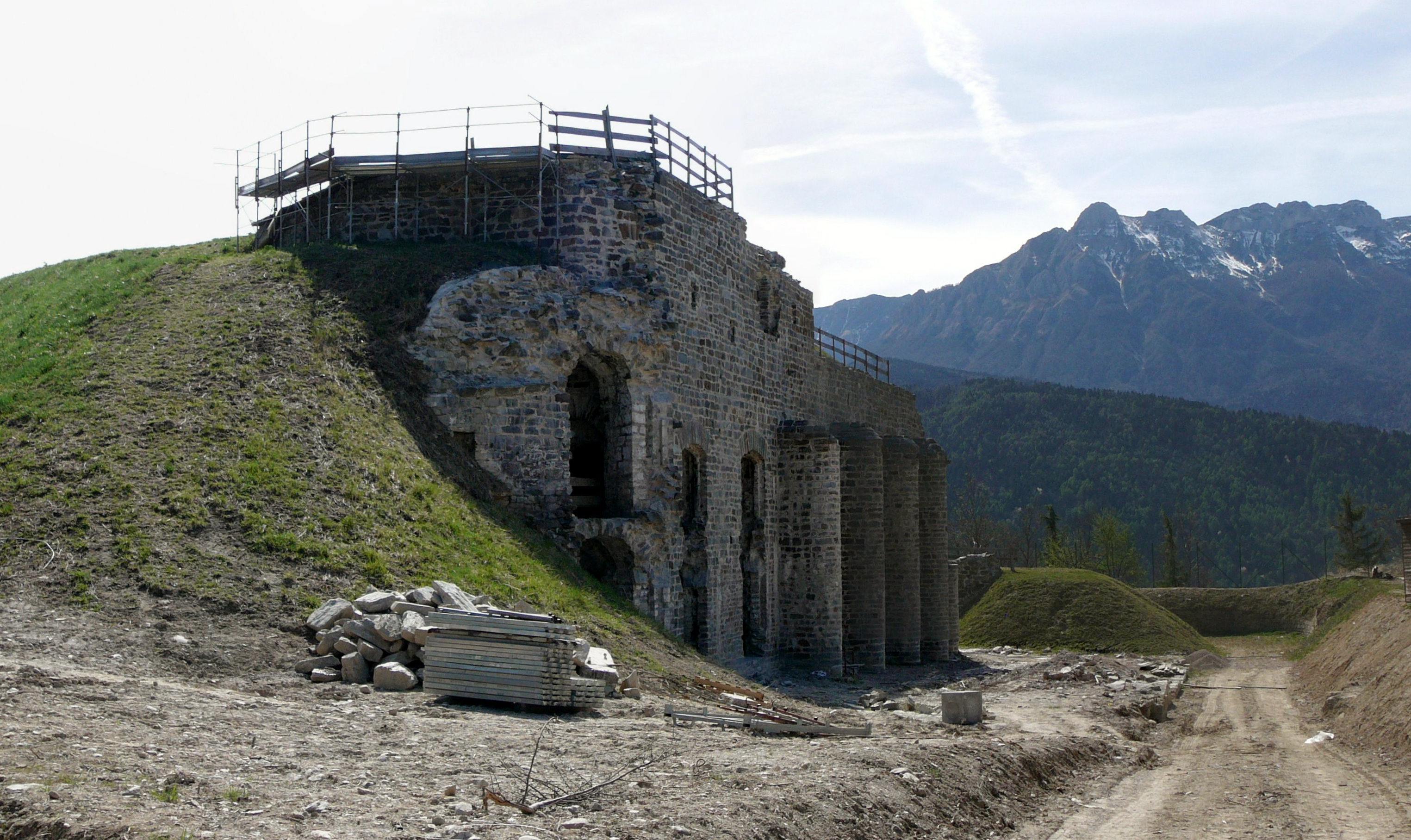
Kehlseite, im Vordergrund die Gänge zum abgebrochenen Traditor

Das Werk Tenna war ein Festungswerk der Österreichisch-ungarischen Streitkräfte. Erbaut wurde es ab 1884/85 als Voglsches Einheitswerk.
Das Zwillingswerk Colle delle benne (it. Forte Col de le Bene) liegt nordöstlich auf der Höhe des Colle di San Biagio.
Das Werk war Teil der „Tenna-Sperre“ im „Subrayon III“ des Riegels der österreichischen Festungswerke an der Grenze zu Italien und hatte, gemeinsam mit dem Werk „Colle delle benne“, die Aufgabe, das Suganertal abzuriegeln (daher auch gelegentlich Valsuganasperre genannt) und den Raum Calceranica – Caldonazzo zu sichern. Auch sollte ein feindlicher Angriff in den Rücken der Festung Trient verhindert werden. Weiterhin bewachte es die Straße zum Monorovere (ö.u. Monte Rover genannt) die „Strada del Menador“ (dt. Kaiserjägerstraße), die von der Fläche von Caldonazzo zu den Festungswerken auf der Hochfläche von Lavarone und zum Posten Vezzena führt.
Diese exponierte Stellung drückte sich auch in der verstärkten Bewaffnung aus, die nicht der Norm entsprach.

## Beschreibung
Das Fort liegt in einer Höhe von 608 Metern über dem Meeresspiegel auf einem Bergrücken, der die beiden Seen Caldonazzo und Levico voneinander trennt. Dieses Gelände gehört heute zur Gemeinde Tenna in der autonomen Provinz Trient.
Das Bauwerk selbst war in offener Bauweise (mit freistehenden Mauern) errichtet und bestand aus einem einzigen, zusammenhängenden Komplex mit einem Kasemattblock, einem Batterieblock (einer Batterie mit vier Geschützen und einer Halbbatterie mit zwei Geschützen), sowie einem Traditor (eine Halbbatterie mit zwei Geschützen). Diese Geschütze waren in Panzerkasematten (die Stirnseite bestand aus, mit Steinen verblendeten Stahlpanzerplatten) mit einer Ausschussöffnung als Minimalscharte untergebracht, dazu kamen auf dem Werksverdeck des Kasemattblocks zwei drehbaren Geschützkuppeln mit Mörsern bzw. Haubitzen. Das Werk ist in Dolomit- und Kalkstein aufgeführt und entsprach bei der Fertigstellung bereits nicht mehr den damaligen Anforderungen was die Beschusssicherheit betraf, da es nur noch „minder beschußsicher“ galt – d. h., es konnte nur bis zu einem gewissen Zeitpunkt gegen ein Feldgeschützkaliber von 150 mm als widerstandsfähig angesehen werden. Auch war die „Zergliederung“, d. h. die Trennung von Kasematt- und Batterieblock noch nicht gegeben, was die Trefferlage vermindert hätte. Die Kasematten und Gänge waren als Tonnengewölbe gebaut, das Werksverdeck war noch nicht mit einer Betonschicht verstärkt (wie man das beispielsweise beim Fort Douaumont getan hatte, das aus der gleichen Zeit stammte und das auch nur aus Steinen errichtet worden war), sondern mit einer wasserundurchlässigen Tonschicht belegt, auf die eine dicke Schicht Erde aufgetragen war. Insgesamt waren vier Etagen vorhanden, drei oberirdisch und ein zusätzliches Kellergeschoss. Darüber lagen zu ebener Erde die Unterkünfte und Vorratsräume, im Obergeschoss die Geschützkasematten mit den Munitionsmagazinen und als oberstes Stockwerk das Batteriedeck mit den beiden drehbaren Geschützpanzertürmen. Die Tonnengewölbe des Kasemattblocks waren sieben Meter hoch und durch das Einlegen eines Zwischenbodens unterteilt worden.
Es war ringsum von einem trockenen Graben umgeben und hatte in der Gesamtanlage die Form eines Ravelins (ohne jedoch ein solcher zu sein) mit ungleich langen Seiten. Der stumpfe Winkel bildete in diesem Falle die Front und war mit der Spitze etwas westlich als nach Süden gerichtet.
Der Graben war auf der Kehlseite in der Kontreeskarpe nicht gemauert, sondern nur geböscht, er konnte auf einer abwerfbaren Brücke überschritten werden.
- Seitenlängen der äußeren Grabenmauer

Linke Flanke (zum Suganertal) = 92,85 Meter lang
Linke Front (zur Hochfläche) = 40,15 Meter lang
Rechte Front (Richtung Caldonazzo) = 45,50 Meter lang
Rechte Flanke (Kehlseite) = 82,94 Meter lang

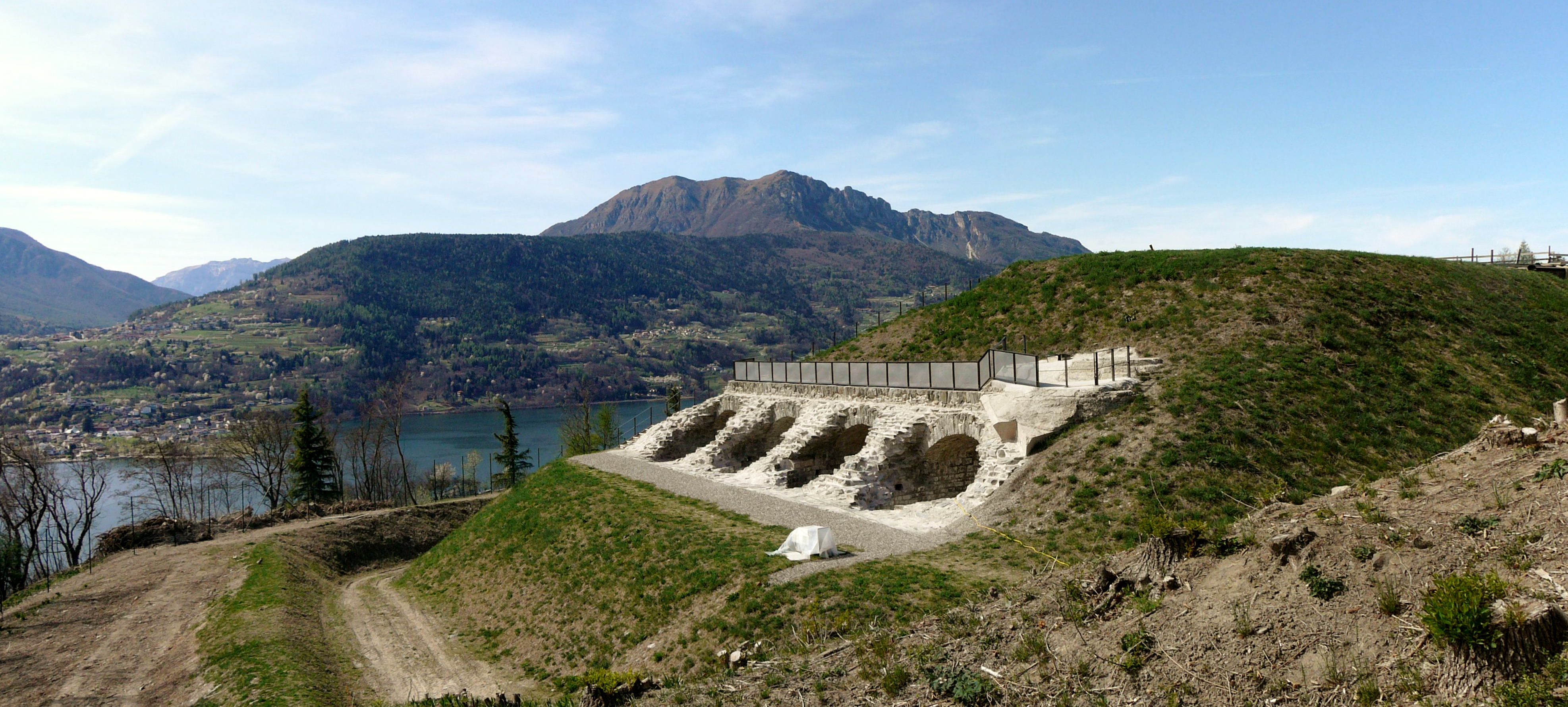
Vierfachbatterie der 12-cm-Kanonen in Panzerkasematten mit Schussrichtung Lavarone (die Frontpanzer fehlen, der Werksgraben ist eingesunken), im Hintergrund der Lago di Caldonazzo

Der Werksgraben war insgesamt 280 Meter lang, sechs Meter breit und vier Meter tief. Er war in den Schulterpunkten des stumpfen Winkels mit jeweils einer Grabenwehr gesichert in der sich je zwei Maschinengewehre zur beidseitigen Grabenverteidigung befanden. Der Zugang zu diesen Grabenstreichen war über Poternen vom Kasematt- bzw. vom Batterieblock aus möglich. Am Schulterpunkt des ausspringenden Winkels der Front lag eine unter der Grabensohle und quer zum Graben verlaufende Poterne, die zum vorgeschobenen Beobachtungsposten außerhalb des Walls führte. Vor der rechten Flanke lag eine Zisterne zur Trinkwasserversorgung mit einem Fassungsvermögen von 84,5 m³. Sie war über eine Wasserleitung mit dem Kasemattblock verbunden war. Der Wasservorrat in der Zisterne war so berechnet, dass der kriegsmäßigen Besatzung während der maximalen Belagerungsperiode täglich 5,5 Liter Wasser pro Person verabreicht werden konnten.

## Bewaffnung
8 Minimalschartenkanonen 12 cm M80 in Panzerkasematten
4 Minimalschartenkanonen 12 cm M80 in Panzerkasematten
2 Panzermörser 15 cm M80 in drehbaren Geschützpanzerkuppeln (1906 ersetzt durch zwei Panzerhaubitzen 10 cm M5)
4 Mitrailleusen Kaliber 11 mm (später ersetzt durch vier Maschinengewehre Schwarzlose M07/12) zur Grabenverteidigung (je zwei in einer der beiden Grabenstreichen)
Die Minimalschartenkanonen hatten einen Seitenrichtbereich von +/− 30°
- Schussrichtung

Die Schussrichtung der beiden Kanonen aus dem Traditor (Halbbatterie) zeigte talaufwärts des Suganertals über Levico in Richtung Novaledo – Roncegno und deckte gleichzeitig den Zwischenraum zum Nachbarwerk „Colle delle benne“.
Die zweite Halbbatterie (aus dem Batterieblock) bestrich den nördlichen Bereich des Caldonazzosees mit den Ortschaften Caldonazzo und Calceranica al Lago und die dahinterliegende, bergaufwärts führende Straße nach Mattarello und Trient.
Die Vollbatterie mit vier Geschützen war in Richtung der Hochfläche von Lavarone/Folgaria aufgestellt und zielte in der Verlängerung über die Ortschaft Lavarone.
Es bestand eine Telefonverbindung mit Trient, dem Nachbarwerk „Colle delle benne“, dem Stützpunkt auf dem Monte Rovere und der Kaserne des k.u.k. Schlesischen Feldjägerbataillons Nr. 16 in Levico.
Weiterhin konnte mit dem Werk „Colle delle benne“ und mit dem Posten auf dem Monte Celva über Lichtsignal Verbindung aufgenommen werden. Es war mit Vorräten für eine Belagerung bis zu einem Monat ausgerüstet und über eine 5-kV-Stromleitung von Pergine aus an das öffentliche Stromnetz angeschlossen.

## Besatzung
Die normierte Kriegsbesatzung bestand aus:
- 7 Offizieren (Kommandant, 5 Subalterne[7] Artillerieoffiziere und ein Arzt);
- 233 Mannschaften[8] (72 Infanteristen, 141 Artilleristen, 4 Sappeure, 6 Pioniere, 6 Telegraphisten und 4 Sanitäter);

Die normierte Friedensbesatzung bestand aus:
- 6 Offizieren (Kommandant, 3 Subalterne Artillerieoffiziere, 1 technischer Offizier und 1 Arzt);
- 197 Mannschaften (72 Infanteristen, 109 Artilleristen, 6 Pioniere und 2 Telegraphisten).

## Kampfgeschehen

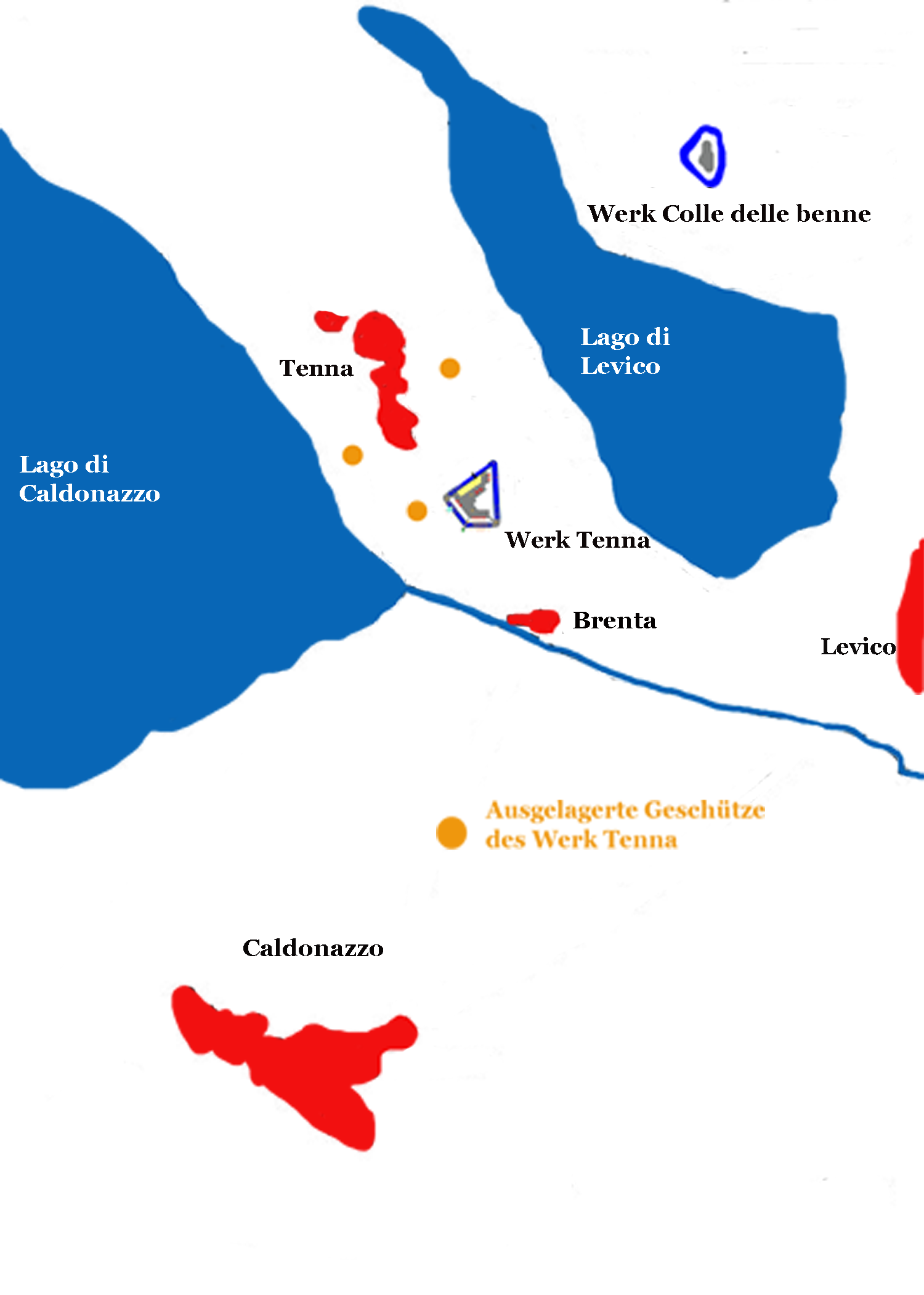
Aufstellung der Geschütze außerhalb der Anlage gemäß dem Plan der Geniedirektion Trient vom Jänner 1915

Das Werk war in keine Kampfhandlungen verwickelt worden. Sofort nach Beginn des Krieges wurde es desarmiert und die Kanonen in der Nähe der Kapelle San Valentino aufgestellt. Danach diente es nur noch als Beobachtungspunkt (dazu wurde eine Beobachtungskuppel aus Beton auf dem Verdeck errichtet) und Unterkunft. Es war in dieser Eigenschaft der Geniedirektion von Trient unterstellt.

## Besonderheiten
Das benötigte Baumaterial wurde von der Westseite des Levico-Sees aus mit einer Seilbahn auf die Baustelle gebracht. Diese war von der Firma Bleichert aus Leipzig-Gohlis  bis Dezember 1885 errichtet worden. Sie hatte eine Länge von 598 Metern und überwand einen Höhenunterschied von 155 Metern. Dazu waren 10 Tragstützen notwendig.

## Nachkriegsgeschichte
Nach dem Ende des Ersten Weltkrieges fiel es an den italienischen Staat und wurde nach dem Jahre 1931 aus der Liste der militärischen Liegenschaften gestrichen (R.D. 10-12-1931, n. 1704). In den 1930er Jahren hat es Angelo Castellani aus Idro (BS) nach einer Ausschreibung zum Preis von 10.000 Lire erworben. Zu einem nicht bekannten Zeitpunkt ging es in den Besitz von Aldo Baruchelli aus Tenna über, der es seiner Heimatgemeinde zum Geschenk machte. Die privaten Besitzer bauten die Panzerteile aus, um sie an Schrotthändler zu verkaufen. (Hintergrund dieser Aktion war das vom Völkerbund in der Mussolini-Ära aus Anlass des Krieges gegen Abessinien gegen Italien verhängte Stahlembargo.)
Der Traditor und Teile der rechten Schulter des Kasemattblocks wurde zu einem unbekannten Zeitpunkt (eventuell zur Gewinnung von Baumaterial) abgebrochen. Ebenso sind der Graben und auch die Grabenmauer nur noch unvollständig erhalten.
Während des Zweiten Weltkrieges wurde es als Holzlager genutzt und diente zuletzt den Freiwilligen Feuerwehren der Umgebung als Ausbildungsobjekt, insbesondere für Abseilübungen.
Seit April 2009 wurden im Auftrag der Autonomen Provinz Trient (Provincia Autonoma di Trento) umfangreiche Sanierungsarbeiten durchgeführt. Verantwortlich für die Architektur war Cinzia Broll aus Pergine Valsugana, die Kosten beliefen sich auf 816.250,04 Euro.
Das Werk liegt heute am südlichen Bebauungsrand von Tenna und ist über die Via San Valentino erreichbar. Ein anderer Weg führt aus der Ebene von Caldonazzo vom Weiler Brenta an der Staatsstraße 47 (Strada di stato – SS 47) aus an der Kapelle San Valentino vorbei bergauf zum Werk.